# Troisième élargissement de la Communauté économique européenne
Le troisième élargissement de la Communauté économique européenne a lieu le 1er janvier 1986 et voit l'entrée de l'Espagne et du Portugal dans la Communauté économique européenne.

## Historique
Lors de ce troisième élargissement, deux anciennes dictatures (franquiste en Espagne et salazariste au Portugal) rejoignent la Communauté économique européenne après une période de transition marquée par des changements politiques, sociaux et économiques importants. L'Espagne souhaite rejoindre la CEE dès février 1962, au cours de la dictature de Francisco Franco, mais cette demande est rejetée en raison du refus des États membres d'accepter la candidature d'un régime non-démocratique. Sur le plan intérieur, l'économie espagnole est en grande difficulté et la libéralisation de son économie est initié en 1959 avec le Plan national de stabilisation économique. La solution politique proposée afin de désenclaver le pays est de procéder à une série de négociations dans le seul but économique, ce qui a conduit à la signature d'un accord préférentiel le 29 juin 1970, ce qui représente une réduction des droits de douane entre la CEE et l'Espagne.
Au cours de la transition politique, une nouvelle demande est adressée à Bruxelles par le gouvernement d'Adolfo Suárez le 26 juillet 1977, la Commission  lance les négociations d'adhésion en février 1979 afin de renforcer l'élan démocratique des nations d'Europe du Sud (Grèce, Portugal et Espagne). Ces pays doivent remplir un certain nombre d'obligations : ratifier les pactes internationaux relatifs aux droits civils, économiques et culturels des Nations unies, rejoindre le Conseil de l'Europe ou encore réformer en profondeur son économie. Les négociations durent plus de six ans et aboutissent le 12 juin 1985 par la signature du traité d'adhésion conjointement avec le Portugal et leur entrée dans la CEE le 1er janvier 1986.
Le Portugal entame ses négociations d'adhésion à partir du mois d'octobre 1978 sous le gouvernement de Mário Soares. Il était déjà lié à la CEE par un accord de libre-échange pour les produits industriels et agricoles (1973-1977) mais la situation n'évolue qu'à partir de 1975 et la révolution des Œillets qui met fin à la dictature d'António de Oliveira Salazar et à ses guerres coloniales. Les conditions de départ et demandes formulées par les Européens sont similaires à celles des Espagnols.
Lors des négociations, il a notamment été question des statuts des plazas de soberanía marocaines et des îles Canaries, des Açores et de Madère qui étaient déjà spécifiques avant l'adhésion des deux pays. Mais également aux questions liées à la pêche et à l'agriculture.